# Coppa del Mondo di rugby femminile 2010
La Coppa del Mondo di rugby femminile 2010 (in inglese 2010 Women’s Rugby World Cup) fu la 6ª edizione della Coppa del mondo di rugby a 15 femminile per squadre nazionali.
Organizzata dall’International Rugby Board, si tenne in Inghilterra tra 12 partecipanti dal 20 agosto al 5 settembre 2010 e si svolse principalmente a Guildford (Surrey) lasciando a Londra solo gli incontri di semifinale per il titolo e le finali per il terzo e il primo posto.
La finale ebbe luogo al Twickenham Stoop Stadium, impianto normalmente utilizzato dalla compagine londinese degli Harlequins.
Benché già in due occasioni precedenti organizzata su suolo britannico all’epoca del mancato patrocinio della confederazione internazionale, fu tuttavia la prima edizione della Coppa a essere ospitata dall’Inghilterra.
Si trattò anche dell’edizione in cui fu istituita la prassi di adottare gare di qualificazione e criteri meritocratici ai fini dell’ammissione al torneo, essendo state quelle precedenti, in sostanza, edizioni a inviti anche se in buona parte basate sui risultati delle coppe precedenti e degli incontri e dei tornei tra due edizioni della Coppa.
A vincere fu la Nuova Zelanda, al suo quarto titolo assoluto e consecutivo, che in finale batté l’Inghilterra 13-10 al Twickenham Stoop Stadium davanti a più di 13000 spettatori: si trattò della terza, e ultima, finale a seguire tra le due compagini lungo tutto il primo decennio del XXI secolo.
Le Black Ferns fecero anche l’en plein perché oltre al titolo si aggiudicarono con proprie giocatrici sia il record di punti segnati con Kelly Brazier che di mete marcate con Carla Hohepa, benché quest’ultimo in coabitazione con la canadese Heather Moyse.

## L’organizzazione
L’Inghilterra fu designata come Paese organizzatore nella riunione del comitato esecutivo dell’International Rugby Board del 23 dicembre 2008.
Le uniche candidature esaminate in tale sede furono quelle della Rugby Football Union e della Deutscher Rugby Verband.
Nonostante il buon giudizio del francese Bernard Lapasset, all’epoca presidente dell’IRB, sulla candidatura tedesca, la scelta ricadde sull’Inghilterra per ragioni organizzative e culturali.
La RFU propose una soluzione logistica su due sedi: Guildford, che avrebbe ospitato sui due campi del Surrey Sports Park 26 incontri, e Londra, nel cui Twickenham Stoop Stadium (sede degli Harlequins) si sarebbero disputati gli incontri della final four per il titolo e per il terzo posto.

## Squadre qualificate
Le qualificazioni riguardarono solo 6 delle 12 squadre di cui si compose il torneo: infatti Nuova Zelanda, Inghilterra e Francia erano automaticamente qualificate in quanto le prime tre piazzate della Coppa del 2006, mentre Canada, Stati Uniti e Sudafrica erano le uniche concorrenti in lizza per le rispettive zone.
La rappresentante asiatica fu il Kazakistan, aggiudicatasi il campionato continentale 2009 che garantì la qualificazione; quella oceaniana fu l’Australia che vinse uno spareggio in gara unica contro Samoa.
Per l’Europa le quattro rappresentanti furono Galles e Irlanda, giunte al torneo tramite il Sei Nazioni 2009, e a seguire Scozia e Svezia, qualificatesi tramite il susseguente Trofeo FIRA.
| Fase                  | Americhe                                                 | Africa                          | Asia                | Europa                                                                           | Oceania                            |
| --------------------- | -------------------------------------------------------- | ------------------------------- | ------------------- | -------------------------------------------------------------------------------- | ---------------------------------- |
| Qualificate d’ufficio | - Canada (semifinalista) - Stati Uniti (5ª classificata) | - Sudafrica (unica concorrente) |                     | - Francia (semifinalista) - Inghilterra (finalista)                              | - Nuova Zelanda (campione uscente) |
| Schema qualificazioni |                                                          |                                 | - Kazakistan (Asia) | - Galles (Europa 1) - Irlanda (Europa 2) - Scozia (Europa 3) - Svezia (Europa 4) | - Australia (Oceania)              |

## Impianti
| Città     | Impianto                 | Capacità | Incontri |
| --------- | ------------------------ | -------- | -------- |
| Guildford | Surrey Sports Park       |          | 26       |
| Londra    | Twickenham Stoop Stadium | 12 700   | 4        |

## Formula
Le 12 squadre furono ripartite in 3 gruppi da 4 squadre ciascuna; in ciascun gruppo le quattro squadre si affrontarono con il meccanismo del girone all'italiana e classifica stilata secondo il sistema dell’Emisfero Sud (4 punti a vittoria, 2 a pareggio, 0 a sconfitta più il bonus sconfitta di un punto per scarti in gara inferiori o uguali a 7 punti, e altro eventuale bonus di un punto per la squadra che realizzi 4 o più mete in un incontro).
In base al piazzamento nel proprio girone fu assegnato a ciascuna delle 12 squadre un seeding da 1 a 12 che avrebbe determinato a quale delle semifinali avrebbe acceduto:
- alle tre migliori prime in ordine di punteggio decrescente e a seguire la miglior seconda furono assegnati i seeding da 1 a 4 e accedettero alle semifinali per il titolo mondiale;
- alle altre due seconde e alle due migliori terze fu assegnato il seeding da 5 a 8 e disputarono le semifinali per i posti dal quinto all'ottavo;
- alla peggiore terza e alle tre ultime di ciascun girone fu assegnato il seeding da 9 a 12 e disputarono le semifinali per i posti dal nono al dodicesimo.

Tutte le gare di play-off erano a eliminazione diretta con eventuali tempi supplementari e spareggio ai calci liberi.

## Gironi
| Girone A                                         | Girone B                                           | Girone C                             |
| ------------------------------------------------ | -------------------------------------------------- | ------------------------------------ |
| - Australia - Nuova Zelanda - Sudafrica - Galles | - Inghilterra - Irlanda - Kazakistan - Stati Uniti | - Canada - Francia - Scozia - Svezia |

## Fase a gironi

### Girone A
| Data      | Incontro                  | Risultato | Sede      |
| --------- | ------------------------- | --------- | --------- |
| 20-8-2010 | Galles ― Australia        | 12-26     | Guildford |
| 20-8-2010 | Nuova Zelanda ― Sudafrica | 55-3      | Guildford |
| 24-8-2010 | Galles ― Sudafrica        | 10-15     | Guildford |
| 24-8-2010 | Nuova Zelanda ― Australia | 32-5      | Guildford |
| 28-8-2010 | Nuova Zelanda ― Galles    | 41-8      | Guildford |
| 28-8-2010 | Australia ― Sudafrica     | 62-0      | Guildford |

|   | Classifica    | G | V | N | P | PF  | PS  | P±   | BP | PT |
| - | ------------- | - | - | - | - | --- | --- | ---- | -- | -- |
| 1 | Nuova Zelanda | 3 | 3 | 0 | 0 | 128 | 16  | +112 | 3  | 15 |
| 2 | Australia     | 3 | 2 | 0 | 1 | 93  | 44  | +49  | 2  | 10 |
| 3 | Sudafrica     | 3 | 1 | 0 | 2 | 18  | 127 | -109 | 0  | 4  |
| 4 | Galles        | 3 | 0 | 0 | 3 | 30  | 82  | -52  | 1  | 1  |

### Girone B
| Data      | Incontro                  | Risultato | Sede      |
| --------- | ------------------------- | --------- | --------- |
| 20-8-2010 | Stati Uniti ― Kazakistan  | 51-0      | Guildford |
| 20-8-2010 | Inghilterra ― Irlanda     | 27-0      | Guildford |
| 24-8-2010 | Stati Uniti ― Irlanda     | 12-22     | Guildford |
| 24-8-2010 | Inghilterra ― Kazakistan  | 82-0      | Guildford |
| 28-8-2010 | Irlanda ― Kazakistan      | 37-3      | Guildford |
| 28-8-2010 | Inghilterra ― Stati Uniti | 37-10     | Guildford |

|   | Classifica  | G | V | N | P | PF  | PS  | P±   | BP | PT |
| - | ----------- | - | - | - | - | --- | --- | ---- | -- | -- |
| 1 | Inghilterra | 3 | 3 | 0 | 0 | 146 | 10  | +136 | 3  | 15 |
| 2 | Irlanda     | 3 | 2 | 0 | 1 | 59  | 42  | +17  | 2  | 10 |
| 3 | Stati Uniti | 3 | 1 | 0 | 2 | 73  | 59  | 14   | +1 | 5  |
| 4 | Kazakistan  | 3 | 0 | 0 | 3 | 3   | 170 | -167 | 0  | 0  |

### Girone C
| Data      | Incontro         | Risultato | Sede      |
| --------- | ---------------- | --------- | --------- |
| 20-8-2010 | Canada ― Scozia  | 37-10     | Guildford |
| 20-8-2010 | Francia ― Svezia | 15-9      | Guildford |
| 24-8-2010 | Francia ― Scozia | 17-7      | Guildford |
| 24-8-2010 | Canada ― Svezia  | 40-10     | Guildford |
| 28-8-2010 | Scozia ― Svezia  | 32-5      | Guildford |
| 28-8-2010 | Francia ― Canada | 23-8      | Guildford |

|   | Classifica | G | V | N | P | PF | PS | P±  | BP | PT |
| - | ---------- | - | - | - | - | -- | -- | --- | -- | -- |
| 1 | Francia    | 3 | 3 | 0 | 0 | 55 | 24 | +31 | 1  | 13 |
| 2 | Canada     | 3 | 2 | 0 | 1 | 85 | 43 | +42 | 2  | 10 |
| 3 | Scozia     | 3 | 1 | 0 | 2 | 49 | 59 | -10 | 1  | 5  |
| 4 | Svezia     | 3 | 0 | 0 | 3 | 24 | 87 | -63 | 1  | 1  |

### Classifica combinata eseeding
|    | Classifica    | G | V | N | P | PF  | PS  | P±   | B | PT |
| -- | ------------- | - | - | - | - | --- | --- | ---- | - | -- |
| 1  | Inghilterra   | 3 | 3 | 0 | 0 | 146 | 10  | 136  | 3 | 15 |
| 2  | Nuova Zelanda | 3 | 3 | 0 | 0 | 128 | 16  | +112 | 3 | 15 |
| 3  | Francia       | 3 | 3 | 0 | 0 | 55  | 24  | +31  | 1 | 13 |
| 4  | Australia     | 3 | 2 | 0 | 1 | 93  | 44  | +49  | 2 | 10 |
| 5  | Canada        | 3 | 2 | 0 | 1 | 85  | 43  | +42  | 2 | 10 |
| 6  | Irlanda       | 3 | 2 | 0 | 1 | 59  | 42  | 17   | 2 | 10 |
| 7  | Stati Uniti   | 3 | 1 | 0 | 2 | 73  | 59  | 14   | 1 | 5  |
| 8  | Scozia        | 3 | 1 | 0 | 2 | 49  | 59  | -10  | 1 | 5  |
| 9  | Sudafrica     | 3 | 1 | 0 | 2 | 18  | 127 | -109 | 0 | 4  |
| 10 | Galles        | 3 | 0 | 0 | 3 | 30  | 82  | -52  | 1 | 1  |
| 11 | Svezia        | 3 | 0 | 0 | 3 | 24  | 87  | -63  | 1 | 1  |
| 12 | Kazakistan    | 3 | 0 | 0 | 3 | 3   | 170 | -167 | 0 | 0  |

## Fase aplay-off

### Play-offper il 9º posto
|  | Semifinali | Semifinali | Semifinali |        |           | Finale 9º posto  | Finale 9º posto  | Finale 9º posto  |  |
|  |            |            |            |        |           |                  |                  |                  |  |
|  | Sudafrica  | Sudafrica  | 25         |        |           |                  |                  |                  |  |
|  | Sudafrica  | Sudafrica  | 25         |        |           |                  |                  |                  |  |
|  | Kazakistan | Kazakistan | 10         |        |           |                  |                  |                  |  |
|  | Kazakistan | Kazakistan | 10         |        | Sudafrica | Sudafrica        | 17               |                  |  |
|  |            |            |            |        | Sudafrica | Sudafrica        | 17               |                  |  |
|  |            |            | Galles     | Galles | 29        |                  |                  |                  |  |
|  | Galles     | Galles     | Galles     | Galles | 29        | 32               |                  |                  |  |
|  | Galles     | Galles     |            |        |           | 32               |                  |                  |  |
|  | Svezia     | Svezia     | 10         |        |           | Finale 11º posto | Finale 11º posto | Finale 11º posto |  |
|  | Svezia     | Svezia     | 10         |        |           |                  |                  |                  |  |
|  |            |            |            |        |           |                  |                  |                  |  |
|  |            |            |            |        |           | Kazakistan       | Kazakistan       | 12               |  |
|  |            |            |            |        |           | Kazakistan       | Kazakistan       | 12               |  |
|  |            |            |            |        |           | Svezia           | Svezia           | 8                |  |

#### Semifinali
| Arbitro: | David Keane |

|                                  |      |                           |
| Gadu 39’ Jordaan 76’ Roberts 80’ | mt   | 33’ Amosova 50’ Mustafina |
| Nojoko 39’, 76’                  | tr   |                           |
| Nojoko 14’, 24’                  | c.p. |                           |

| Arbitro: | Sherry Trumbull |

|                                                                 |      |                  |
| C. James 17’ S. Harries 25’, 44’ Berry 38’ Prosser 71’ Kift 77’ | mt   | 13’ Westin-Vines |
| A. Thomas 25’                                                   | tr   | 13’ Norman       |
|                                                                 | c.p. | 34’ Norman       |

#### Finale per l’11º posto
| Arbitro: | Gabriel Lee |

|                    |      |                        |
| Ryberg 31’         | mt   | 6’ Šerer 19’ Jakovleva |
|                    | tr   | 19’ Daurembajeva       |
| Andersson-Hall 39’ | c.p. |                        |

#### Finale per il 9º posto
| Arbitro: | Andrew McMenemy |

|                                                |    |                                   |
| N. Thomas 5’, 38’ M. Evans 40’, 41’ Bowden 61’ | mt | 11’ Jordaan 29’ Kayser 80+4’ Gadu |
| A. Thomas 41’, 42’                             | tr | 80+4’ Meiring                     |

### Play-offper il 5º posto
|  | Semifinali  | Semifinali  | Semifinali  |             |        | Finale 5º posto | Finale 5º posto | Finale 5º posto |  |
|  |             |             |             |             |        |                 |                 |                 |  |
|  | Canada      | Canada      | 41          |             |        |                 |                 |                 |  |
|  | Canada      | Canada      | 41          |             |        |                 |                 |                 |  |
|  | Scozia      | Scozia      | 0           |             |        |                 |                 |                 |  |
|  | Scozia      | Scozia      | 0           |             | Canada | Canada          | 20              |                 |  |
|  |             |             |             |             | Canada | Canada          | 20              |                 |  |
|  |             |             | Stati Uniti | Stati Uniti | 23     |                 |                 |                 |  |
|  | Irlanda     | Irlanda     | Stati Uniti | Stati Uniti | 23     | 3               |                 |                 |  |
|  | Irlanda     | Irlanda     |             |             |        | 3               |                 |                 |  |
|  | Stati Uniti | Stati Uniti | 40          |             |        | Finale 7º posto | Finale 7º posto | Finale 7º posto |  |
|  | Stati Uniti | Stati Uniti | 40          |             |        |                 |                 |                 |  |
|  |             |             |             |             |        |                 |                 |                 |  |
|  |             |             |             |             |        | Scozia          | Scozia          | 8               |  |
|  |             |             |             |             |        | Scozia          | Scozia          | 8               |  |
|  |             |             |             |             |        | Irlanda         | Irlanda         | 32              |  |

#### Semifinali
| Arbitro: | Javier Mancuso |

|                                                         |      |  |
| Moyse 4’, 6’ Gallo 18’ Marchak 61’ C. Phillips 62’, 72’ | mt   |  |
| Schnell 4’, 6’, 61’, 62’                                | tr   |  |
| Schnell 3’                                              | c.p. |  |

| Arbitro: | Sébastien Minery |

|            |      |                                                         |
|            | mt   | 11’, 72’ Folayan 20’ tecnica 36’, 56’ Daniels 75’ McGee |
|            | tr   | 11’, 20’, 36’, 56’, 75’ Ringgenberg                     |
| Briggs 29’ | c.p. |                                                         |

#### Finale per il 7º posto
| Arbitro: | Joyce Henry |

|                                            |      |                  |
| Briggs 12’, 65’ Downey 9’, 44’ Brennan 53’ | mt   | 19’ Kennedy      |
| Briggs 12’, 53’                            | tr   |                  |
| Briggs 3’                                  | c.p. | 36’ N. Halfpenny |

#### Finale per il 5º posto
| Arbitro: | Sébastien Minery |

|                                  |      |                    |
| English 30’ Kugler 42’ McGee 47’ | mt   | 7’ Moyse 35’ Gibbs |
| Ringgenberg 42’                  | tr   | 7’, 35’ Schnell    |
| Ringgenberg 16’, 20’             | c.p. | 3’, 26’ Schnell    |

### Play-offper il titolo
|  | Semifinali    | Semifinali    | Semifinali    |               |             | Finale 3º posto | Finale 3º posto | Finale 3º posto |  |
|  |               |               |               |               |             |                 |                 |                 |  |
|  | Inghilterra   | Inghilterra   | 15            |               |             |                 |                 |                 |  |
|  | Inghilterra   | Inghilterra   | 15            |               |             |                 |                 |                 |  |
|  | Australia     | Australia     | 0             |               |             |                 |                 |                 |  |
|  | Australia     | Australia     | 0             |               | Inghilterra | Inghilterra     | 10              |                 |  |
|  |               |               |               |               | Inghilterra | Inghilterra     | 10              |                 |  |
|  |               |               | Nuova Zelanda | Nuova Zelanda | 13          |                 |                 |                 |  |
|  | Nuova Zelanda | Nuova Zelanda | Nuova Zelanda | Nuova Zelanda | 13          | 45              |                 |                 |  |
|  | Nuova Zelanda | Nuova Zelanda |               |               |             | 45              |                 |                 |  |
|  | Francia       | Francia       | 7             |               |             | Finale          | Finale          | Finale          |  |
|  | Francia       | Francia       | 7             |               |             |                 |                 |                 |  |
|  |               |               |               |               |             |                 |                 |                 |  |
|  |               |               |               |               |             | Australia       | Australia       | 22              |  |
|  |               |               |               |               |             | Australia       | Australia       | 22              |  |
|  |               |               |               |               |             | Francia         | Francia         | 8               |  |

#### Semifinali
| Arbitro: | Claire Daniels |

|                                                                                        |    |            |
| Hohepa 9’, 37’ Blackledge-Grant 23’ Manuel 27’ Wickliffe 35’ A. Richards 43’ Sione 66’ | mt | 41’ Salles |
| Brazier 27’, 35’, 37’, 43’ Jensen 66’                                                  | tr | 41’ Bailon |

| Arbitro: | Nicky Inwood |

|                         |      |  |
| Spencer 6’ Waterman 22’ | mt   |  |
| McLean 6’               | tr   |  |
| Richardson 78’          | c.p. |  |

#### Finale per il 3º posto
| Arbitro: | Dana Teagarden |

|            |      |                                            |
| Salles 34’ | mt   | 14’, 31’ Morgan 27’ Trethowan 37’ T. Brown |
|            | tr   | 31’ Beck                                   |
| Bailon 7’  | c.p. |                                            |

#### Finale
| Arbitro: | Sarah Corrigan |

| |              | |
| Hohepa 33’ | mt           | 61’ Barras |
| Brazier 33’ | tr           | 61’ McLean |
| Brazier 56’, 66’ | c.p.         | 43’ McLean |
| · Blackledge-Grant · Hohepa · Manuel · Brazier · 70’ Wickliffe · 22’ A. Richards · Jensen · McKay · Fa’amausili · 29’ 64’ Bosman-Ngatai · Robinson · Heighway · 57’ Ruscoe (c) · 69’ Lavea · 69’ Robertson | Formazioni   | · Waterman · Barras · Scarratt · Burford 50’ · Merchant 69’ · McLean · Turner 69’ · Clark 64’ · Garnett 69’ · Hemming · Taylor 64’ · McGilchrist · Hunter · Alphonsi · Spencer (c) 70’ |
| · 64’ Te Ohaere-Fox · 69’ L. Itunu · 69’ Sione · 70’ Hina | Sostituzioni | · Richardson 50’ · Purdy 64’ · Essex 64’ · Mason 69’ · Croker 69’ · Penrith 69’ · Beale 70’                                                                                            |
| Brian Evans | Allenatori   | Gary Street |

## Classifica finale
|    | Squadra       |
| -- | ------------- |
|    | Nuova Zelanda |
|    | Inghilterra   |
|    | Australia     |
| 4  | Francia       |
| 5  | Stati Uniti   |
| 6  | Canada        |
| 7  | Irlanda       |
| 8  | Scozia        |
| 9  | Galles        |
| 10 | Sudafrica     |
| 11 | Kazakistan    |
| 12 | Svezia        |